# Жозе Клайтон
Хосе Клайтон (порт. José Clayton, нар. 21 березня 1974, Сан-Луїс) — туніський та бразильський футболіст, що грав на позиції захисника.
Виступав, зокрема, за клуб «Есперанс», а також національну збірну Тунісу, у складі якої був учасником двох чемпіонатів світу і переможцем Кубка африканських націй 2004 року.

## Клубна кар'єра
У дорослому футболі дебютував 1993 року виступами за команду «Мото Клуб», з якої перебрався в Туніс і три сезони він виступав за «Етюаль дю Сахель», де був помітною фігурою в команді і отримав туніське громадянство. З командою Клайтон виграв національний чемпіонат, а також Кубок володарів кубків КАФ та Суперкубок КАФ.
Влітку 1998 року, після чемпіонату світу, перейшов у французьку «Бастію», втім стати основним гравцем не зміг і у 2001 році повернувся в Туніс, ставши гравцем клубу «Стад Тунізьєн».
Своєю грою за останню команду привернув увагу представників тренерського штабу клубу «Есперанс», до складу якого приєднався 2001 року. Відіграв за команду зі столиці Тунісу наступні чотири сезони своєї ігрової кар'єри і виграв три національних чемпіонати.
З 2005 року по сезону захищав кольори катарського «Аль-Садда» та турецького «Сакар'яспора», а завершив професійну ігрову кар'єру у нижчоліговому туніському клубі «Стад Габезьєн», за команду якого виступав протягом 2007—2008 років.

## Виступи за збірну
Отримавши туніське громадянство, отримав можливість виступати у складі національної збірної Тунісу. У складі збірної був учасником чемпіонату світу 1998 року у Франції, де зіграв у двох матчах, а через чотири роки поїхав і на чемпіонату світу 2002 року в Японії і Південній Кореї, де зіграв у одній грі. Втім на обох турнірах тунісці займали останнє 4 місце у групі.
На початку 2004 року зіграв на домашньому Кубку африканських націй 2004 року, здобувши того року титул континентального чемпіона, а влітку поїхав з командою на футбольний турнір на Літніх Олімпійських іграх 2004 року, де зіграв в усіх трьох матчах і забив гол у грі проти Сербії і Чорногорії (3:2), але збірна посіла третє місце у групі і не вийшла в плей-оф.
Наступного року взяв участь у розіграші Кубка конфедерацій 2005 року у Німеччині, де зіграв лише в одній грі проти господарів турніру (0:3), а останнім великим турніром для Клайтона став Кубок африканських націй 2006 року в Єгипті, де його збірна вилетіла на стадії чвертьфіналу.
Всього протягом кар'єри у національній команді, яка тривала 9 років, провів у формі головної команди країни 39 матчів, забивши 4 голи.

## Досягнення
- Володар кубка африканських націй (1): 2004
- Чемпіон Тунісу (4): 1996/97, 2001/02, 2002/03, 2003/04
- Володар кубка володарів кубків КАФ (1): 1997
- Володар суперкубка КАФ (1): 1998